# Transformers (computerspel uit 2004)
Transformers is een computerspel voor de PlayStation 2 uit het third person shooter genre. Het spel is gebaseerd op de animatieserie Transformers: Armada. De werktitel was Transformers Armada: Prelude to Energon, maar dit werd veranderd kort voor uitgave.

## Verhaal
Het verhaal van het spel is anders dan in de animatieserie. Aan het begin van het spel is te zien hoe Megatron met een enorm leger van Decepticlones, hersenloze drones, Cybetron aanvalt. Zijn leger is sterk genoeg om de verdedigingen van de Autobots te doorbreken. Megatron bevecht Optimus Prime en staat op het punt hem te doden, wanneer zijn aandacht wordt afgeleid door een Mini-Con signaal. Dit signaal komt van de Aarde. Beseffend dat de Mini-Cons, die eeuwen geleden zoekraakten, op Aarde zijn, gaat Megatron meteen op het signaal af.
De Autobots Optimus Prime, Red Alert, en Hot Shot gaan ook naar de Aarde om de Mini-Cons te bemachtigen voordat Megatron dit doet.
De speler kan in het spel de rol aannemen van een van de drie Autobots. Als een mini-con gevonden wordt, dient deze als upgrade voor het personage van de speler. De speler moet de Decepticlones en de Decepticons bevechten in een aantal uiteenlopende omgevingen.

## Cast
- Gary Chalk - Optimus Prime
- Darran Norris - Red Alert, Cyclonus
- Dublin James - Hot Shot
- David Kaye - Megatron
- Matt Hetherington - Starscream
- Matthew King - Unicron

## Ontvangst
Het spel werd redelijk ontvangen. De graphics, grote levels en uitdagende eindbaasgevechten kregen vooral goede kritiek. Punten die critici minder goed vonden waren het gebrek aan meer bespeelbare personages, en het feit dat het spel was gebaseerd op de Armada serie in plaats van de Generation 1 series.
Het spel werd goed verkocht, en kwam zelfs op GameStop's "Most Wanted" lijst.

## Achtergrond
Het spel bevat vele referenties naar Generation 1, waaronder de centrale kamer in Unicron (de laatste eindbaas) die gelijk is in uiterlijk aan de kamer in The Transformers: The Movie. Ook de dialogen van sommige personages zijn overgenomen uit de Generation 1 series.
Het wereldwijde debuut van de Transformers Playstation 2 demo was op de TransformersCon op 12 en 13 maart 2004.

## Ontvangst
| Beoordeeld door    | Jaar | Score |
| ------------------ | ---- | ----- |
| NZGamer            | 2004 | 90%   |
| Games Radar        | 2004 | 80%   |
| Eurogamer.net (UK) | 2004 | 80%   |
| Yahoo! Games       | 2004 | 80%   |
| Gamesmania         | 2004 | 80%   |
| GameSpot           | 2004 | 78%   |
| IGN                | 2004 | 75%   |
| GameZone           | 2004 | 74%   |
| GamePro (US)       | 2004 | 70%   |
| Jeuxvideo.com      | 2004 | 70%   |

## Trivia
- Het spel is opgenomen in het boek 1001 Video Games You Must Play Before You Die van Tony Mott.